# Vojtech Löffler Museum
Het Vojtech Löffler Museum is een kunstgalerij, gelegen aan de Alžbetina-straat 672-20 in de Slowaakse stad Košice. Het museum werd op 17 december 1993 opgericht en geopend in de wijk Staré Mesto. Het stelt onder meer werken ten toon van de belangrijke plaatselijke beeldhouwer Vojtech Löffler (1906 - 1990). De collectie werd door Löffler en zijn vrouw aan de stad geschonken.
Het museum is op 8 februari 2002 uitgebreid met het voormalige woongedeelte van het gebouw waarin het is gevestigd. Een deel van het museum werd in 2014 gerenoveerd.

## Tentoonstelling
Een permanente tentoonstelling laat toe meer dan 2000 unieke stukken uit de collectie van beeldhouwer Löffler te bezoeken. 
Het museum herbergt bovendien een verzameling volkskeramiek en aardewerk, met onder meer Hollóháza-producten uit de tweede helft van de 19e eeuw, evenals elementen herkomstig van Kremnica.
Benevens een relatief groot deel van zijn eigen werk schonk de kunstenaar aan de stad ook een zeer unieke collectie zelfportretten van diverse beeldende kunstenaars. In de verzameling zelfportretten van "kunstschilders" vinden we vooral een aantal (afgestudeerde) leerlingen van de bekende "Academie van Košice".
Een ander hoofdprogramma van het museum is de voorbereiding en uitvoering van:
- tentoonstellingen van de resultaten van jonge opkomende kunstenaars,
- de verspreiding van de culturele waarden in Centraal-Europa.

## Bibliotheek
In de schenkingsovereenkomst volgens dewelke het museum werd opgericht, staat ook een clausule die de instandhouding van de privébibliotheek van Vojtech Löffler vereist. Zijn reeks boeken werd aanvankelijk in het museum bewaard, in een driedelige neogotische bibliotheek uit de 19e eeuw. Deze collectie werd later verplaatst naar een nieuw gecreëerde ruimte in de persoonlijke herdenkingskamer van Vojtech Löffler.
De bibliotheek bevat meer dan 2.000 boeken met betrekking tot beeldende kunst, cultuur, geschiedenis, religie en geografie. De collectie bestaat voornamelijk uit werken van Slowaakse, Hongaarse en Duitse origine, beginnende vanaf de 18e eeuw.